# 蒼井蘭
蒼井 蘭（あおい らん、2月19日 - ）は日本で活動するミュージカル俳優である。四川省自貢市出身で現在は日本在住。劇団四季所属。

## 来歴
北京舞踏学校ミュージカル専攻卒業し、中国文化部文化芸術人材センター芸術団に所属し テレビや映画出演およびダンス講師として活動していた。2005年10月に劇団四季オーディション合格に合格し日本へ移住する。2006年5月27日の夢から醒めた夢京都公演アンサンブル7枠で初舞台に出演した。当初は本名で活動していたが2007年頃に改名している。ダンサーとして多くの作品に出演しており、2011年にはキヤノン・キャッツ・スクールでダンス指導を行った。

## 主な出演作品
- 夢から醒めた夢（アンサンブル）
- ウェストサイド物語（ポーリン）
- ミュージカル李香蘭（アンサンブル）
- キャッツ（カッサンドラ）
- 雪ん子（うめ）
- 王の様の耳はロバの耳（露の精）
- ミュージカル南十字星（アンサンブル）
- マンマミーア!（アンサンブル）